# Vorobiivka, Novhorod-Siverskîi
Vorobiivka (în ucraineană Вороб'ївка) este localitatea de reședință a comunei Vorobiivka din raionul Novhorod-Siverskîi, regiunea Cernihiv, Ucraina.

## Demografie
Componența lingvistică a localității Vorobiivka
     Rusă (54,65%)
     Ucraineană (45,35%)
Conform recensământului din 2001, majoritatea populației localității Vorobiivka era vorbitoare de rusă (54,65%), existând în minoritate și vorbitori de ucraineană (45,35%).